# Philip Adrian Booth
Philip Adrian Booth est un cinéaste qui a réalisé plusieurs documentaires sur les fantômes et les exorcismes, souvent en collaboration avec son frère jumeau, Christopher Saint Booth.
Dans les années 1980, Philip a collaboré avec Christopher pour créer une chanson pour le film pornographique de 1986 Angels of Passion sorti en 1986, qui est devenu un exemple populaire de Lostwave après qu'une partie de celle-ci ait été téléchargée sur WatZatSong en 2021 et que sa recherche soit devenue un phénomène Internet. En avril 2024, la chanson a été identifiée comme « Ulterior Motives »,.

## Sources et références
1. ↑  Nathaniel West, « Going after ghosts: TV team uses technology to root out spirits at Ashmore Estates », The Journal Gazette,‎ 20 juillet 2008, p. 1 (lire en ligne)
2. ↑  (en-GB) Carrie O'Grady, « Everyone Knows That: can you identify the lost 80s hit baffling the internet? », The Guardian,‎ 28 février 2024 (ISSN 0261-3077, lire en ligne, consulté le 2 mai 2024)
3. ↑  (en) Ellie Robinson, « Viral Lost Song ‘Ulterior Motives’ Found In Obscure ‘80s Porn Flick », sur The Music (consulté le 2 mai 2024)
4. ↑  (en-GB) Ben Beaumont-Thomas, « Everyone Knows That: internet music mystery solved via 1986 adult movie », The Guardian,‎ 29 avril 2024 (ISSN 0261-3077, lire en ligne, consulté le 2 mai 2024)